# Apocatástase
Apocatástase é o termo criado por Orígenes de Alexandria (185-253 d.C.), também conhecido como Orígenes cristão, para designar a restauração final de todas as coisas em sua unidade absoluta com Deus.
No cristianismo, o termo refere-se a uma forma de cristianismo universal, associado a Orígenes, apocatástase representa a redenção e salvação final de todos os seres, inclusive os que habitam o inferno — incluindo os condenados e o Diabo. É, assim, um evento posterior ao próprio apocalipse.
A apocatástase sintetizaria o poder do Logos ou Verbo encarnado, ou seja, o próprio Cristo como poder redentor e salvador que não conheceria limite algum.
A proposta da apocatástase levanta uma série de questões interessantes para o cristianismo.
Em primeiro lugar, ela leva a supor que não há um único mundo criado - o que principia no Gênesis e finda no Apocalipse - como sugerido pela Bíblia cristã. Ao contrário, em sua atividade criadora, Deus cria infinitamente, uma sucessão de mundos, que só se esgotaria na apocatástase, quando todos os seres repousassem definitivamente em Deus.
Em segundo lugar, parece dar a possibilidade de estabelecer uma distinção entre o Logos ou Verbo e sua encarnação como Cristo. Uma vez que Cristo é uma encarnação histórica neste mundo em particular, estaria aberta a possibilidade de uma encarnação futura do Logos ou Verbo. Essa possibilidade não é incompatível com os textos sagrados cristãos, que falam de uma volta do Logos, contudo, permitem questionar a divindade de Cristo, dogma comum a muitas denominações cristãs. Esse ponto em particular, entretanto, não é fiel a doutrina, um vez que para os cristãos o Verbo encarnou historicamente, mas depois da crucifixação Cristo ressuscitou num "corpo glorioso" e que teve sua Ascensão durante o Pentecostes. Assim Ele voltará "em Glória" para julgar os vivos e os mortos e não como uma "nova encarnação" do Verbo de Deus.
Séculos após a morte de Orígenes, no Segundo Concílio de Constantinopla, os aspectos de sua doutrina que permitiriam subordinar a figura de Cristo ao Logos e ao Pai, rompendo também com o dogma da Santíssima Trindade foram considerados errôneos. Desde então, a maior parte das denominações se refere ao apocalipse, mas não à apocatástase.